# Самыш (река, впадает в Телецкое озеро)
Самы́ш — река на юго-западе Турочакского района Республики Алтай. Длина реки 30 км. Площадь водосборного бассейна — 130 км².
Начинается в заболоченной, поросшей кедрово-пихтовым лесом, ложбине среди гор. Течёт по горному лесу в общем северном направлении, в низовьях отклоняется к северо-востоку. Впадает  несколькими рукавами в озеро Телецкое на высоте 434,7 метра над уровнем моря.
Ширина реки в среднем течении — 6 метров, глубина — 0,4 метра. Скорость течения воды вблизи устья — 2,2 м/с.
Притоки — Калычак (пр), Тарлык (пр) Малая Калалу (пр), Большая Калалу (пр), Левый Самыш (лв), Качайры (лв).
Чуть ниже устья Левого Самыша на реке имеется водопад высотой 12 метров.

## Данные водного реестра
По данным государственного водного реестра России относится к Верхнеобскому бассейновому округу, водохозяйственный участок реки — бассейн озера Телецкое, речной подбассейн реки — Бия и Катунь. Речной бассейн реки — (Верхняя) Обь до впадения Иртыша.
Код объекта в государственном водном реестре — 13010100112115100003016.